# 韦·囊热苏赞
韦·囊热苏赞（藏語：དབའས་སྣང་བཞེར་ཟུ་བརྩན，威利转写：dba'as snang bzher zu btsan，？—？）是吐蕃帝国时期的一位将军。出身韦氏贵族。
根据《敦煌吐蕃历史文书》中的“大相世系表”记载，755年，赤德祖赞被大相末·结桑东则布谋害而后，赤松德赞继位，平定叛乱并且诛杀了末·结桑东则布。此后，赤松德赞任命韦·囊热苏赞为大相。
囊热苏赞的大相之位后来大约在768年左右被罢免，由赤松德赞的亲信桂·墀桑雅甫拉继任。
| 韦·囊热苏赞          |                          |                      |
| 前任： 末·结桑东则布 | 吐蕃大贡论 755年—768年？ | 繼任： 桂·墀桑雅甫拉 |